# Pastricciola
Pastricciola est une commune française située dans la circonscription départementale de la Corse-du-Sud et le territoire de la collectivité de  Corse. Elle appartient à l'ancienne piève de Cruzini.

## Géographie

### Situation
Adossée à la partie méridionale du massif du Monte Rotondo, Pastricciola occupe le fond de la vallée la plus au sud du Vicolais, la vallée du Cruzini. À l'instar des communes voisines de Rezza et d'Azzana, elle est adhérente au Parc naturel régional de Corse.
Dans un paysage hautement montagnard dominé par la Punta Migliarello (2 254 m), Pastricciola égrène sa dizaine de hameaux sur les pentes de petits vallons recouverts par la pinède en rive droite de la vallée, entre 450 et 650 mètres d'altitude. Ses maisons aux épais murs de granite sont placées sous le regard de l'église paroissiale Saint-Michel, perchée sur une courte crête boisée à l'écart des hameaux.
Les habitants de Pastricciola sont en général des personnes âgées. Certaines maisons sont très anciennes avec des murs de 80 cm d'épaisseur façonnés avec de la terre mais très efficacement. Cependant, une grande partie des maisons a été rénovée par obligation et souci d'un mieux-être. Cette question du vieillissement de la population pose le problème, à terme, de la désertification du village : plus d'école (car pas assez d'enfants), les élus locaux n'habitent plus (ou pas) le village, ou si peu. Naguère, le village, alors 10 fois plus peuplé qu'aujourd'hui, disposait de plusieurs « groupes scolaires ». Enfin, le nombre d'inscrits sur les listes électorales est quasiment 3 fois supérieur à la population réelle.
Les différents hameaux qui composent la commune :
- Guigliazza
- Capezza
- Liceto
- Casavecchia
- Tripizza
- Camputellu
- Spelonca
- Frassetu (unique hameau situé sur le massif du Monte d'Oro, au sud du Cruzzini)
- Fornacce
- Bucculina
- Collu
- Casone
- Casalta
- Calcicatoggia
- Muricce
- Ugnica
- Pulone
- Staricciatu
- Pianela
- Petinaghiacciu
- Fontana
- Casarone
- Guiticciu
- Chiusa
- Rossu
- Spondone
- Colla a Figha
- Sotta a Punta

### Voies de communication et transport

#### Accès routiers
Pastricciola est seulement accessible par la D 104, qui s'y arrête en cul-de-sac. On peut rallier la vallée du Cruzzini de trois manières :
- depuis Vico via Murzo par la D 4 ;
- depuis Ajaccio via Vero et le col de Tartavello (885 m) par la D 4 ;
- depuis la piève de Cinarca via Arro et Lopigna par la D 125.

Le village est distant, par route, de :
- 13 km de Salice ;
- 36 km de Vico ;
- 37 km de Sari-d'Orcino ;
- 47 km de Guagno ;
- 47 km de Bocognano ;
- 55 km d'Ajaccio ;
- 86 km de Corte ;
- 97 km de Piedicorte-di-Gaggio ;
- 110 km de Propriano ;
- 114 km d'Aléria ;
- 122 km de Sartène ;
- 143 km de Cervione ;
- 147 km de L'Île-Rousse ;
- 152 km de Calvi ;
- 155 km de Bastia ;
- 160 km de Saint-Florent ;
- 167 km de Porto-Vecchio ;
- 173 km de Bonifacio ;
- 194 km de Rogliano.

Le village est traversé par le chemin de randonnée Mare a Mare Nord qui continue dans le maquis à l'issue de la route au niveau du hameau de Sotta a Punta vers le col d'Oreccia.

## Urbanisme

### Typologie
Au 1er janvier 2024, Pastricciola est catégorisée commune rurale à habitat très dispersé, selon la nouvelle grille communale de densité à sept niveaux définie par l'Insee en 2022.
Elle est située hors unité urbaine. Par ailleurs la commune fait partie de l'aire d'attraction d'Ajaccio, dont elle est une commune de la couronne,. Cette aire, qui regroupe 79 communes, est catégorisée dans les aires de 50 000 à moins de 200 000 habitants,.

### Occupation des sols
L'occupation des sols de la commune, telle qu'elle ressort de la base de données européenne d’occupation biophysique des sols Corine Land Cover (CLC), est marquée par l'importance des forêts et milieux semi-naturels (100 % en 2018), une proportion identique à celle de 1990 (99,9 %). La répartition détaillée en 2018 est la suivante : 
forêts (61,3 %), espaces ouverts, sans ou avec peu de végétation (19,7 %), milieux à végétation arbustive et/ou herbacée (19 %). L'évolution de l’occupation des sols de la commune et de ses infrastructures peut être observée sur les différentes représentations cartographiques du territoire : la carte de Cassini (XVIIIe siècle), la carte d'état-major (1820-1866) et les cartes ou photos aériennes de l'IGN pour la période actuelle (1950 à aujourd'hui).

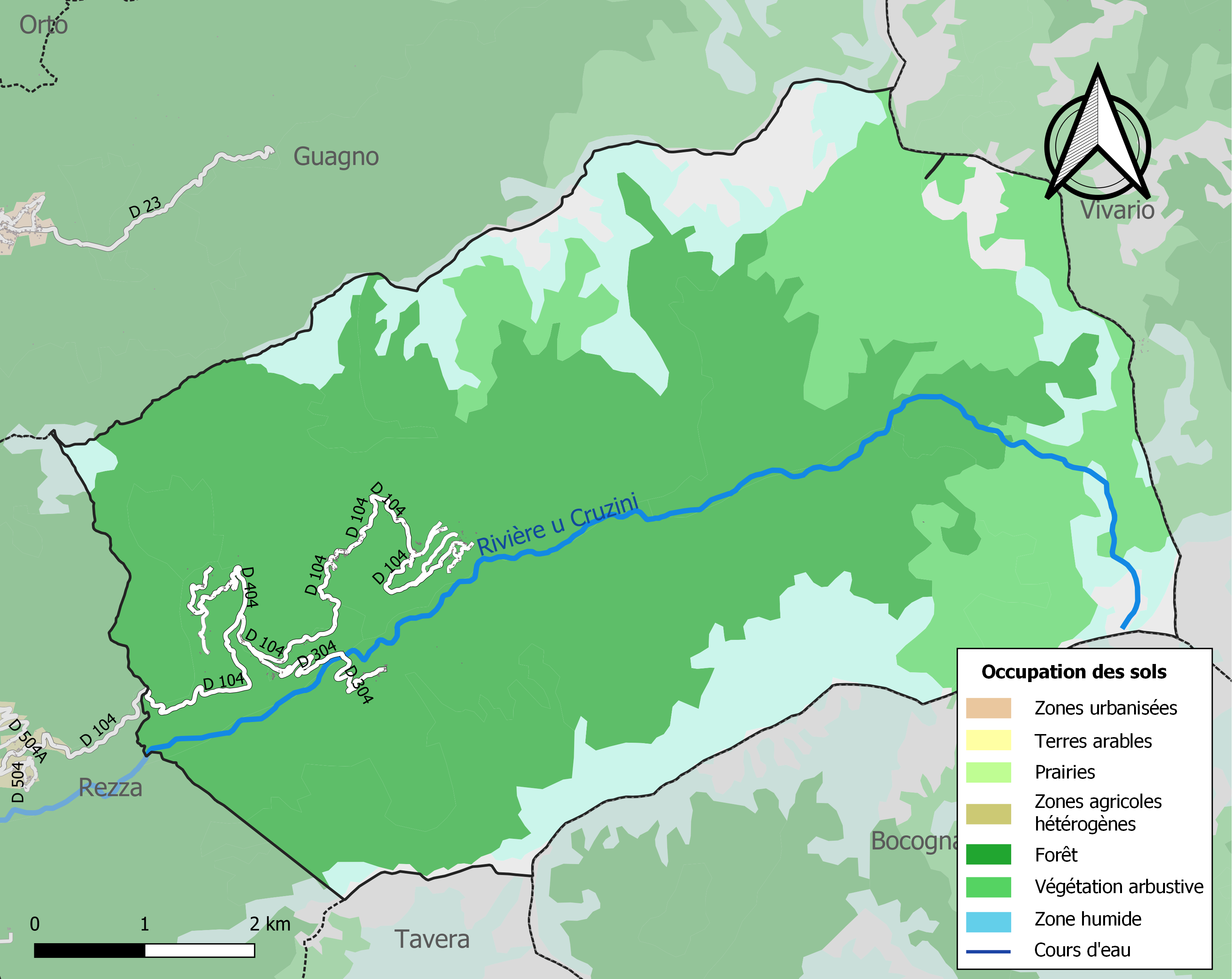
Carte des infrastructures et de l'occupation des sols de la commune en 2018 (CLC).

## Histoire
Les premiers habitants de Pastricciola sont venus de Guagno aux dires des anciens et au vu des registres de l'état civil.

## Politique et administration
| Période                                  | Période  | Identité       | Étiquette | Qualité                              |
| ---------------------------------------- | -------- | -------------- | --------- | ------------------------------------ |
| ?                                        | 1940     | M. Taviani     |           | Révoqué par le Gouvernement de Vichy |
|                                          |          |                |           |                                      |
| ...                                      | 1989     | Max Taviani    |           |                                      |
| 2001                                     | 2008     | Pierre Pinelli |           |                                      |
| 2008                                     | 2014     | Félix Pinelli  | UDI-PR    | Retraité                             |
| 2014                                     | En cours | Stéphane Leca  |           |                                      |
| Les données manquantes sont à compléter. |          |                |           |                                      |

## Démographie
L'évolution du nombre d'habitants est connue à travers les recensements de la population effectués dans la commune depuis 1800. Pour les communes de moins de 10 000 habitants, une enquête de recensement portant sur toute la population est réalisée tous les cinq ans, les populations de référence des années intermédiaires étant quant à elles estimées par interpolation ou extrapolation. Pour la commune, le premier recensement exhaustif entrant dans le cadre du nouveau dispositif a été réalisé en 2005.

En 2022, la commune comptait 92 habitants, en évolution de −5,15 % par rapport à 2016 (Corse-du-Sud : +7,61 %, France hors Mayotte : +2,11 %).
| 1800 | 1806 | 1821 | 1831 | 1836 | 1841 | 1846 | 1851 | 1856 |
| ---- | ---- | ---- | ---- | ---- | ---- | ---- | ---- | ---- |
| 264  | 346  | 405  | 408  | 460  | 470  | 501  | 488  | 539  |

| 1861 | 1866 | 1872 | 1876 | 1881 | 1886 | 1891 | 1896 | 1901 |
| ---- | ---- | ---- | ---- | ---- | ---- | ---- | ---- | ---- |
| 555  | 589  | 611  | 628  | 710  | 752  | 810  | 823  | 825  |

| 1906 | 1911 | 1921 | 1926 | 1931  | 1936  | 1946  | 1954  | 1962 |
| ---- | ---- | ---- | ---- | ----- | ----- | ----- | ----- | ---- |
| 917  | 943  | 756  | 929  | 1 176 | 1 304 | 1 046 | 1 013 | 320  |

| 1968 | 1975 | 1982 | 1990 | 1999 | 2005 | 2006 | 2010 | 2015 |
| ---- | ---- | ---- | ---- | ---- | ---- | ---- | ---- | ---- |
| 249  | 180  | 115  | 89   | 81   | 91   | 87   | 84   | 97   |

| 2020 | 2022 | - | - | - | - | - | - | - |
| ---- | ---- | - | - | - | - | - | - | - |
| 96   | 92   | - | - | - | - | - | - | - |

## Lieux et monuments
- Une tête sculptée qui date apparemment de l'époque de Pasquale Paoli, est située sur le mur d'une maison, en face de la boite aux lettres de l'agence postale.